# Честер
Честер (енгл. Chester, вел. Caer) је град у Уједињеном Краљевству, у Енглеској. Према процени из 2007. у граду је живело 81.718 становника. Град лежи на реци Ди, у близини границе са Велсом.

## Становништво
Према процени, у граду је 2008. живело 81.718 становника.
| 1981.  | 1991.  | 2001.  |
| ------ | ------ | ------ |
| 80.154 | 80.110 | 80.121 |

## Партнерски градови
- Лерах
- Сенигалија